# Friedrich Heinrich Karl von Hünerbein
Friedrich Heinrich Karl Georg baron von Hünerbein (né le 23 août 1762 à Harkerode et mort le 4 février 1819 à Breslau) est un lieutenant général prussien.

## Origine et jeunesse
Il est le fils du junker royal polonais et électoral saxon Georg August Christof baron von Hünerbein (1720-1796) et de son épouse Rahel Luise Karoline, née von Heeringen (1731-1768). Son père est également chef forestier du comté de Mansfeld et seigneur de Harkenrode. En 1778, il étudie au lycée Saint-Afra de Meissen et à l'université de Leipzig. Hünerbein rejoint ensuite le 1er régiment de hussards "von Czettritz (de)" de l'armée prussienne en tant que Junker, où il est promu cornette en 1781 et sous-lieutenant en 1787.

## Dans l'état-major
En 1794, le roi Frédéric-Guillaume II nomme le lieutenant Hünerbein comme adjudant de son second fils, le prince Louis, par confiance spéciale. À ce titre, Hünerbein obtient l'Ordre Pour le Mérite lors de la campagne contre l'Insurrection de Kościuszko en juin 1794. Après la mort du prince, Hünerbein n'est pas satisfait d'être promu capitaine d'état-major et d'être transféré au 12e régiment de dragons "von Bieberstein (de)" en 1797. Sur sa plainte, le roi le fait entrer dans sa suite, qui, dans la mesure où elle a une fonction d'état-major général, est également reprise par l'héritier du trône Frédéric-Guillaume III en 1798.
Promu capitaine dans l'armée en 1799 et major en 1801, il reste au service de l'état-major pendant la guerre de la Quatrième Coalition. En mars 1807, le roi envoie Hünerbein de son camp de cour à Königsberg à Malmö pour des négociations d'alliance et de fourniture d'armes avec le roi Gustave IV de Suède. Là, il rencontre Schill, qui est venu avec la même intention dans l'intérêt de la forteresse assiégée de Colberg sans aucune autorité. Promu lieutenant-colonel en mai, Hünerbein réintègre l'état-major général. Affecté à l'état-major de Tauentzien en 1808/09, Hünerbein est au courant des préparatifs de conspiration largement ramifiés pour un soulèvement anti-napoléonien en Prusse, qui est ensuite contrecarré par le soulèvement prématuré de Dörnberg.
Colonel depuis mai 1809, Hünerbein quitte l'état-major général en mars 1812 et prend la direction de la 1re brigade de cavalerie du corps auxiliaire prussien formée pour la campagne de Russie de Napoléon. Peu de temps après le début de la guerre, Hünerbein a un grave conflit avec le commandant en chef Grawert, ce qui contribue à ce que ce dernier démissionne de son commandement. Ni son successeur Yorck ni le roi, qui est informé tardivement, ne sont intéressés à punir Hünerbein parce que les conséquences de la Convention de Tauroggen rendent les autres événements de l'armée sans importance.

## Guerres napoléoniennes
Hünerbein est promu général de division en mars 1813 et dirige la 8e brigade dans la formation du 1er corps d'armée sous Yorck. Elle participe aux batailles de Möckern, où Hünerbein reçoit la croix de fer de 2e classe pour son attaque réussie sur Dannigkow. Grièvement blessé lors de la bataille de Lützen, Hünerbein perd sa capacité à monter à cheval. Maintenant, il commande sa brigade à pied : à la bataille de la Katzbach, où il reçoit la croix de fer de 1re classe, à la bataille de Wartenburg et à la bataille de Leipzig lors de la prise de Möckern, ce qui lui vaut l'Ordre russe de Sainte Anne de 1re classe.
Nommé lieutenant-général et général commandant dans le duché de Berg en décembre 1813, Hünerbein commande la brigade bergoise (de) dans le corps fédéral, organisée par le département de l'administration centrale de Stein par l'intermédiaire du général Jechner, sous le duc Ernest de Saxe-Cobourg. Il bloqua la forteresse de Mayence de début février 1814 jusqu'à sa capitulation le 4 avril 1814. Par la suite, Hünerbein officie à Düsseldorf, la capitale du gouvernement général de Berg.
Hünerbein, instruit et socialement intéressé, connu à la cour comme dans les cercles des officiers et de l'aristocratie pour son esprit pétillant, soutient les réformes prussiennes. Dans les campagnes de 1812/13, il renonce aux privilèges du gîte et du couvert par rapport aux simples soldats et correspond ainsi à l'idée de Scharnhorst d'un "peuple en armes". Hünerbein rejette la continuation de l'existence des princes de la confédération du Rhin et la restauration des princes impériaux déposés par Napoléon - à l'électeur Guillaume de Hesse, fils de l'électeur de Hesse, il dit : "Si cela ne tient qu'à moi, ton père ne récupérera pas autant de terre que j'ai de terre en dessous." J'ai mes ongles !

## Au commandement général en Silésie
Lorsque Yorck, le général commandant en Silésie, prend le commandement de l'armée lors de la mobilisation contre le retour de Napoléon en avril 1815, Hünerbein reprend son poste précédent en son nom. Après les adieux de Yorck, le roi nommeHünerbein gouverneur de Breslau en octobre 1815 et peu après général commandant en Silésie et chef du 6e corps d'armée.
Dans le commandement du corps d'armée de Silésie, il traduit l'idée de Boyen de l'armée comme "l'école de la nation" au sens littéral, lorsqu'il ordonne aux officiers de donner aux recrues des cours d'écriture et de calcul et d'organiser des séances de divertissement au cours desquelles ils devaient s'entretenir avec les recrues sur "le service en campagne et le comportement du soldat en service et en dehors de celui-ci" ainsi que sur des sujets non militaires. En janvier 1818, le roi décore Hünerbein de l'ordre de l'Aigle rouge de 1re classe avec feuilles de chêne pour ses mérites dans l'élévation du niveau de formation, en particulier de la Landwehr de Silésie.
La blessure de Hünerbein n'a pas guéri, il est donc autorisé à vivre à Sibyllenort en été, mais doit bénéficier d'un congé à partir de la fin mai 1818. Néanmoins, Hünerbein se rend à Berlin la même année pour y participer aux exercices d'automne. Après cela, ses maux se sont aggravés, il ne s'en est jamais remis et décède le 4 février 1819 à Breslau. Il est enterré au cimetière militaire de Wroclaw.

## Mariage et progéniture
Hünerbein est marié le 21 mars 1798 avec Wilhelmine Ulrike von Knobelsdorff (1774–1831). Elle est la fille du général Kurd Gottlob von Knobelsdorff (1755–1807) et de son épouse Karoline Helene von Oppen (mort en 1780).
Le mariage est rendu possible par le roi Friedrich Wilhelm II. En 1797, lors d'une visite à sa belle-fille veuve, la princesse Frédérique, il remarque sa belle dame d'honneur, Ulrike von Knobelsdorff. Lorsqu'il découvre qu'elle et son amant Hünerbein, l'ancien adjudant de Louis, ne peuvent pas se marier "parce qu'ils n'ont rien tous les deux", il décide spontanément de donner à Hünerbein un domaine de son choix dans la Prusse du Sud récemment annexée. Sur une liste, Hünerbein choisit l'abbaye d'Obra (de), non loin de Kosten, la garnison de son régiment Bieberstein. L'incident devient public et attire l'attention comme un exemple de fonds gouvernementaux gaspillés au gré du roi.
Le mariage donne naissance à trois fils et deux filles:
- Bertha (1799–1859) mariée avec Franz von Waldersee, général prussien de cavalerie, parents d'Alfred von Waldersee, maréchal prussien et chef du grand état-major général
- Heinrich Curt Georg (1800–1842), officier prussien marié avec Bertha von Briesen, parents de Thekla von Hünerbein, fondatrice et supérieure de la maison des diaconesses Salem à Stettin
- Georg Karl Deodatus (1802–1802)
- Arthur Julius (1806–1870)[4], baptisé Julius Oppen, fils de Wilhelmine Ulrike von Hünerbein avec un officier de Trotha[5], légitimé par le tribunal comme né dans le mariage l'année de son propre mariage[6], marié en 1843 avec Agnès Sievers (née en 1819 et morte le 5 février 1854)[7]
- Ulrike Eleonore (1804–1832) mariée avec Alexander von Knobelsdorff (1788–1848)